# Smeura, Argeș
Smeura este un sat în comuna Moșoaia din județul Argeș, Muntenia, România.